# Nerf intermédiaire
Le nerf intermédiaire (ou nerf intermédiaire de Wrisberg ou racine sensitive du facial),, est une racine sensitive du nerf facial (nerf crânien VII). On le numérote parfois comme nerf crânien VII bis.
Certains auteurs postulent que le nerf intermédiaire doit être considéré comme un nerf crânien séparé et non comme une partie du nerf facial.
Il contient également des fibres parasympathiques du nerf facial.

## Trajet
Le nerf intermédiaire suit la même trajectoire que le nerf facial entre celui-ci et le nerf vestibulocochléaire (nerf crânien VIII). jusqu'au ganglion géniculé où il rejoint la branche motrice du nerf facial.

## Fibres parasympathiques
Les axones des fibres parasympathiques du nerf intermédiaire viennent des neurones situés dans le noyau salivaire supérieur.
Ces fibres atteignent le ganglion géniculé sans y faire de synapses pour se poursuivre dans le nerf grand pétreux jusqu'au ganglion ptérygopalatin.  A cet endroit elles font un relais synaptique sur des neurones post-ganglionnaires qui fournissent l'innervation parasympathique à la glande lacrymale via un rameau communiquant avec le plexus tympanique et le nerf lacrymal.
Les fibres pré-ganglionnaires restantes continuent comme le nerf facial proprement dit à travers le canal du nerf facial. Les fibres se poursuivent dans la corde tympanique. Ce nerf sort du crâne par la fissure pétro-tympanique et fusionne avec le nerf lingual. Après un relais synaptique au niveau du ganglion submandibulaire,. Elles assurent l'innervation parasympathique des glandes submandibulaires et sublinguales.

## Fibres sensitives
Les fibres sensitives proviennent du ganglion géniculé.
Elles sont sensitives du méat auditif externe, des muqueuses du nasopharynx et du nez, du goût, du plancher de la bouche et du palais.
Les informations sensorielles des muqueuses du nasopharynx et du palais sont transmises le long du nerf pétreux supérieur.
Le goût des deux tiers antérieurs de la langue, du plancher de la bouche et du palais mou est transmis par la corde tympanique et le nerf lingual.

## Aspect clinique
La névralgie géniculée est un syndrome douloureux associé au nerf intermédiaire.